# قطعنامه ۲۹۱ شورای امنیت
قطعنامه  ۲۹۱ شورای امنیت سازمان ملل متحد که در تاریخ ۱۰ دسامبر ۱۹۷۰ تصویب شد، سندی بین‌المللی دربارهٔ مسئلهٔ قبرس است. این قطعنامه طی نشست ۱٬۵۶۴ام 
با ۱۵ موافق،۰ مخالف و۰ ممتنع تصویب شد.